# 大圣老楞佐圣殿 (那不勒斯)

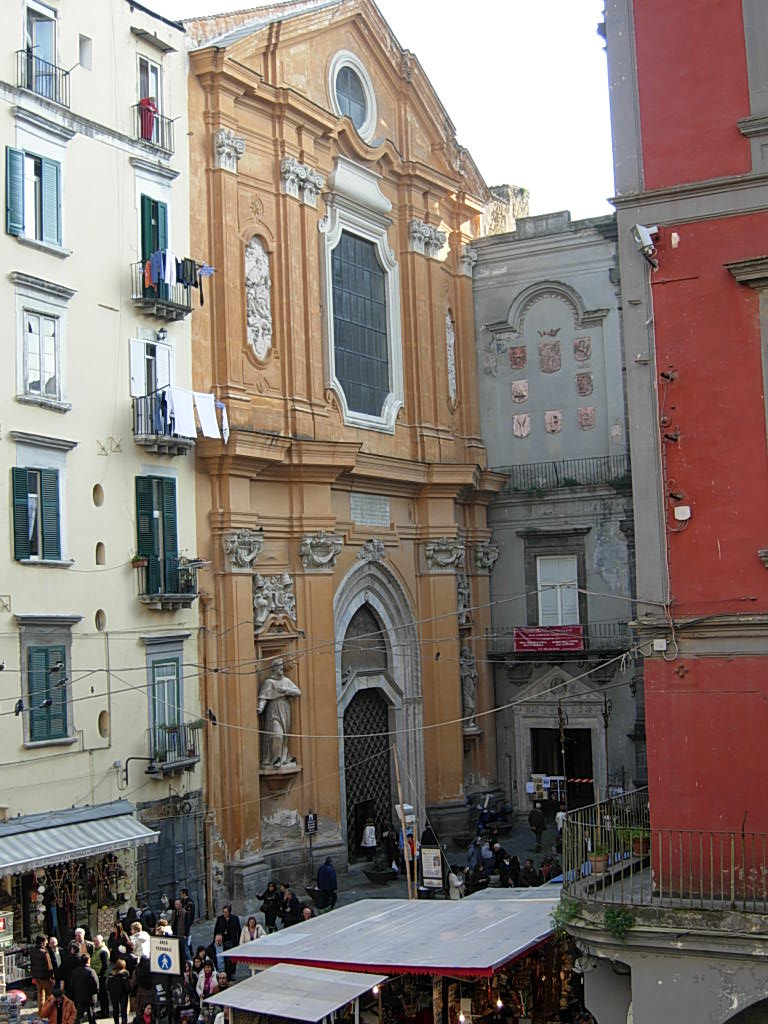
加埃塔诺广场上的立面

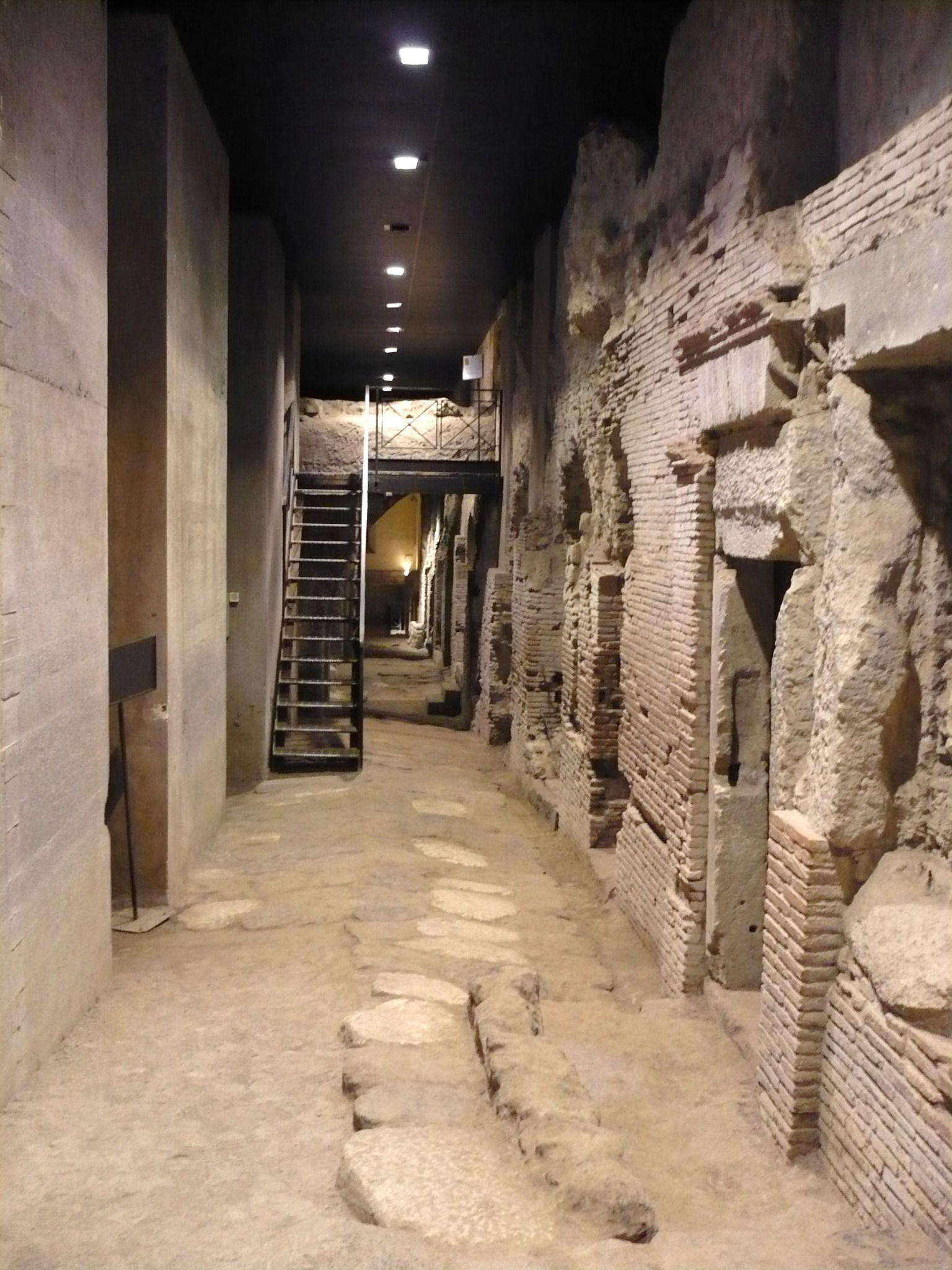
大圣老楞佐教堂下面发掘出的罗马市场

大圣老楞佐教堂（San Lorenzo Maggiore）是意大利那不勒斯古城区的一座古老教堂，加埃塔诺广场上的两座大教堂之一。
大圣老楞佐教堂的所在地，曾是罗马神庙遗址。在大圣老楞佐教堂地下，发掘出了古罗马市场考古遗址。